# Gustave Germain
Pour les articles homonymes, voir Germain.
Gustave Germain né le 18 août 1843 à Fismes (Marne) et mort le 26 avril 1909 à Paris est un sculpteur français.

## Biographie
Admis aux Beaux-Arts de Paris, Gustave Germain est élève de Charles Gumery, Auguste Dumont et L. Debut. Il fait ses débuts au Salon en 1881, recevant une mention honorable en 1889 et une médaille de bronze à l'Exposition universelle de 1889. Il est nommé chevalier de la Légion d'honneur. Il est présumé être lié à Jean-Baptiste Germain,.
Son atelier (qui deviendra en 1996 un espace d'exposition sous l'enseigne Atelier Gustave) est situé au 36, rue Boissonade dans le 14e arrondissement de Paris.
De 1869 à 1881, il est associé au sculpteur Antoine Watrinelle au sein de la Société Watrinelle et Germain, entreprise de sculpture industrielle, décorative et artistique, dont le siège est situé au 13, rue Boissonade à Paris (actuel no 36). L'entreprise collabore notamment avec l'architecte Jean-Louis Pascal puis travaille pour le duc d'Aumale au château de Chantilly.
Gustave Germain est connu pour ses décors du Petit Palais à Paris.
Il est le père du peintre et graveur Charles-Laurent Germain (Longueval, 1872 - Rome, 1900), lauréat du 1er second grand prix de Rome en gravure de 1892, et du sculpteur ornemaniste Raymond Germain.
Gustave Germain est mort le 26 avril 1909 à Paris.

## Œuvres
- Château-Thierry, façade de l'hôtel de ville : La Loi ; La Justice ; La République ; La Force, 1894, quatre médaillons en pierre[13].